# 古賀壮志
古賀 壮志（こが そうし、1977年〈昭和52年〉4月16日 - ）日本の政治家。東京都日野市長(1期)。元日野市議会議員（5期）。
父親は元東京都議会議員（日野市選挙区選出）の古賀俊昭。

## 来歴
東京都日野市生まれ。日野市立日野第三小学校、日野市立大坂上中学校、北豊島高等学校通信制課程を経て、桐蔭横浜大学法学部卒業。2002年（平成14年）10月東京多摩郵便局勤務、2005年（平成17年）9月東京都議会議員秘書、2006年（平成18年）日野市議会議員選挙に立候補し当選。日野市監査委員、日野市議会議長。市議時代は自由民主党会派に所属し、三多摩青年部長、政務調査会長を歴任した。市議在職中には災害に備えるため、民間公募で陸上自衛隊の予備自衛官へ応募し、予備三等陸曹となり、また、防災士の資格も取得した。
2025年（令和7年）4月13日投開票の日野市長選挙に自民党の推薦を得て立候補。元市議の有賀精一、元都議の菅原直志ら2候補を破り初当選した。4月27日、日野市長就任。
※当日有権者数：154,836人 最終投票率：39.90%（前回比：-1.65pts）
| 候補者名 | 年齢 | 所属党派 | 新旧別 | 得票数   | 得票率 | 推薦・支持             |
| -------- | ---- | -------- | ------ | -------- | ------ | ---------------------- |
| 古賀壮志 | 47   | 無所属   | 新     | 21,788票 | 35.88% | （推薦）自由民主党     |
| 有賀精一 | 66   | 無所属   | 新     | 19,556票 | 32.21% | （自主支援）日本共産党 |
| 菅原直志 | 57   | 無所属   | 新     | 19,374票 | 31.91% |                        |